# (35572) 1998 HW6
(35572) 1998 HW6 est un astéroïde de la ceinture principale d'astéroïdes découvert en 1998.

## Description
(35572) 1998 HW6 a été découvert le 19 avril 1998 à l'observatoire de Nachikatsuura au Japon, par Yoshisada Shimizu et Takeshi Urata.

### Caractéristiques orbitales
L'orbite de cet astéroïde est caractérisée par un demi-grand axe de 2,82 ua, un périhélie de 2,75 ua, une excentricité de 0,02 et une inclinaison de 14,25° par rapport à l'écliptique. Du fait de ces caractéristiques, à savoir un demi-grand axe compris entre 2 et 3,2 ua et un périhélie supérieur à 1,666 ua, il est classé, selon la JPL Small-Body Database, comme objet de la ceinture principale d'astéroïdes.

### Caractéristiques physiques
(35572) 1998 HW6 a une magnitude absolue (H) de 13,1 et un albédo estimé à 0,059.